# Болдирєва Любов Петрівна
Любов Петрівна Болдирєва (24 червня 1924 — 2 серпня 1979) — передовик радянського сільського господарства, бригадир доярок племінної радгоспу «Північно-Любинський» Любинського району Омської області, Герой Соціалістичної Праці (1966).

## Біографія
Народилася у 1924 році в селищі Форпост Тарського повіту Омської губернії в селянській родині. Росіянка.
Працювати почала рано, в 1939 році прийшла працювати в колгосп «Барикади» Ісилькульського району Омської області. 
З 1947 року працювала в племінному радгоспі «Північно-Любинський» Любинського району Омської області. Спочатку дояркою, а потім бригадиром дійного гурту. У 1965 році її бригада досягла рекордних показників по надою молока — в середньому 4650 кг молока від кожної корови в рік. Неодноразово брала участь у Виставці досягнень народного господарства СРСР. 
Указом Президії Верховної Ради СРСР від 22 березня 1966 року за отримання високих показників у тваринництві Любові Петрівні Болдирєвій присвоєно звання Героя Соціалістичної Праці з врученням ордена Леніна і медалі «Серп і Молот».
До виходу на пенсію продовжувала працювати у радгоспі. 
Жила в селищі Сєвєро-Любінський. 
Померла 2 серпня 1979 року. Похована на місцевому цвинтарі. 

## Нагороди
- золота зірка «Серп і Молот» (22.03.1966)
- орден Леніна (22.03.1966)
- інші медалі.

## Пам'ять
У селищі Сєвєро-Любинський одна з вулиць носить ім'я Героя Соціалістичної Праці Болдирєвої. Також її ім'я увічнене на меморіалі Героям Праці в селищі Сєвєро-Любинський. 